# Abdul Patel
Abdul Razak Mosa Patel (sinh ngày 1 tháng 11 năm 1972 tại Ấn Độ) là 1 vận động viên cricket hiện đang chơi cho đội tuyển Botswana.
Anh là 1 right hand batsmen và right arm off break. Anh là cầu thủ xuất sắc nhất trận chung kết giải World Cricket League Africa Division 2 tournament, ghi được 71 runs khi Botswana đối đầu với Mozambique.

## Liên kết khác
1. ↑  "Botswana win promotion to Africa's top flight". Cricinfo. Truy cập ngày 16 tháng 4 năm 2009.[liên kết hỏng]